# Ray Parker Jr. with State of the Rhythm (album)
Ray Parker Jr. with State of the Rhythm è l'unico album dell'omonimo gruppo nipponico-statunitense. Pubblicato nel 2002, è stato distribuito come esclusiva per il mercato giapponese dall'etichetta discografica Nippon Crown.

## Il disco
Registrato durante il concerto del 15 maggio 2002 al Club Città di Kawasaki, il primo disco degli State of the Rhythm di Ray Parker Jr. ripropone alcuni dei successi internazionali del jazzista Herbie Hancock in chiave caribbean (Chameleon, Just Around the Corner e Watermelon Man), ma anche due brani dello stesso chitarrista di Detroit, It's Time to Party Now e After Midnight, oltre allo storico brano blues inciso a suo tempo da T-Bone Walker, Call It Stormy Monday, nel quale Parker approfitta per citare una delle sue più famose composizioni, A Woman Needs Love (Just like You Do).

## Tracce
1. It's Time to Party Now (Ray Parker Jr.) - 13:03
2. Chameleon (Herbie Hancock, Paul Jackson, Bennie Maupin, Harvey Mason) - 12:36
3. After Midnight (Ray Parker Jr.) - 6:25
4. Just Around the Corner (Herbie Hancock, Melvin Ragin) - 8:23
5. Call It Stormy Monday (Aaron Walker) - 7:25
6. Watermelon Man (Herbie Hancock) - 16:20

## Formazione
- Ray Parker Jr. - chitarra e voce
- Paul Jackson - basso e voce
- Mickie Yoshino - tastiere
- Shuichi "Ponta" Murakami - batteria
- Nobu Saito - percussioni
- Masato Honda - sassofono